# Санта-Филомена-ду-Мараньян

Санта-Филомена-ду-Мараньян на карте штата.

Санта-Филомена-ду-Мараньян (порт. Santa Filomena do Maranhão) — муниципалитет в Бразилии, входит в штат Мараньян. Составная часть мезорегиона Центр штата Мараньян. Входит в экономико-статистический микрорегион Алту-Меарин-и-Гражау. Население составляет 7061 человек на 2010 год. Занимает площадь 623,214 км². Плотность населения — 11,33 чел./км².

## Демография
Согласно сведениям, собранным в ходе переписи 2010 г. Национальным институтом географии и статистики (IBGE), население муниципалитета составляет:
| Полное население                               | Полное население                               | Полное население                               | Полное население                               | 7061  |
| ---------------------------------------------- | ---------------------------------------------- | ---------------------------------------------- | ---------------------------------------------- | ----- |
| в том числе:                                   | Городское население                            | 2293                                           | Процент городского населения, %                | 32,47 |
|                                                | Сельское население                             | 4768                                           | Процент сельского населения, %                 | 67,53 |
|                                                | Мужское население                              | 3670                                           | Процент мужского населения, %                  | 51,98 |
|                                                | Женское население                              | 3391                                           | Процент женского населения, %                  | 48,02 |
| Плотность населения, чел/км²                   | Плотность населения, чел/км²                   | Плотность населения, чел/км²                   | Плотность населения, чел/км²                   | 11,33 |
| Население муниципалитета в % к населению штата | Население муниципалитета в % к населению штата | Население муниципалитета в % к населению штата | Население муниципалитета в % к населению штата | 0,11  |

По данным оценки 2016 года, население муниципалитета составляет 7576 жителей.

## Статистика
- Валовой внутренний продукт на 2003 год составляет 11 536 841,00 реалов (данные: Бразильский институт географии и статистики).
- Валовой внутренний продукт на душу населения на 2003 год составляет 2222,04 реала (данные: Бразильский институт географии и статистики).
- Индекс развития человеческого потенциала на 2000 год составляет 0,533 (данные: Программа развития ООН).

## География
Климат местности: тропический.